# Kurt Schwitters
Kurt Schwitters, (Hannover, Alemanha 20 de junho de 1887 - Ambleside, Reino Unido, 8 de janeiro de 1948) foi um artista plástico, poeta, pintor e escultor alemão, além de ter se aventurado por outras artes. Conhecido do grande público atualmente, principalmente, por suas colagens, foi, no entanto, um multi-artista que inventou a arte de instalações artísticas e precursor da chamada Nova Tipografia. Suas inovações iriam, definitivamente, conduzir muito da arte dos século XX e início do XXI e, através de sua influência na Bauhaus, definir novos rumos para o design publicitário.

## Vida e obra

### Da colagem ao Merz
Tendo estudado artes aplicadas em Hannover e Dresden (Dresda), forma-se em pintura e artes plásticas na Academia de Arte de Dresden (Dresda) (1909-1914). Estudando arquitetura por um breve tempo em Hannover, durante a I Guerra Mundial, teve contato com o grupo expressionista da revista Der Sturm (A Tempestade)em 1917. Através desta revista tomou conhecimento das vanguardas cubista, dadaísta, futurista, além da própria expressionista. Este contato moldou a sua arte posterior, antes mais tradicional, sendo sua pintura naturalista e impressionista e sua poesia neo-romântica até então. 
Kurt Schwitters foi próximo do Movimento dadaísta, embora não sendo um dadaísta e não sendo aceito pelos dadaístas como tal, visto que sua arte ia além do niilismo, atingindo uma faceta construtivista. Neste aspecto construtivista, ou positivo, foi declaradamente influenciado pelo construtivismo russo e pelo neoplasticismo holandês, principalmente por Theo Van Doesburg e El Lissitzky, que se tornaram seus amigos em 1923, através de um intercâmbio estabelecido pelos três com a Bauhaus . Logo após seu contato com os artistas de "A Tempestade", os artistas do grupo Dadá o incentivam a produzir as suas primeiras colagens.
Entre 1922 e 1932, publica a revista Merz. O título da publicação é uma palavra criada por ele, derivando da palavra "comércio" (Kommerz)em alemão, com um significado pessoal de "obra de arte total". Merz também era o nome que o artista dava às suas obras, sem diferenciar se eram poemas, colagens, etc. A necessidade de dar um nome ao seu trabalho nasceu da não identificação completa com nenhuma das vanguardas da época e transformou Merz em uma espécie de "movimento de um homem só". Para Schwitters, a arte estava em tudo, até mesmo no comércio. Pode-se dizer que ele trabalhava muito com aquilo que se chama "lixo cultural", elevando-o ao status de obra de arte. Segundo Haroldo de Campos, sua obra poética tem conexões formais com a, posterior, obra de e. e. cummings e com os mais arrojados trabalhos de James Joyce, quando se toma como exemplo poemas como "An Anne Blume" (Para Ana Flor), publicado em 1920 e causador de muita polêmica na imprensa, tendo sido copiado por muitas pessoas e colado nos postes pelas ruas de cidades alemãs.  
Pode-se entender esta parte do trabalho poético de Schwitters como um trabalho de "reciclagem", transformando, por exemplo, frases feitas, expressões idiomáticas, slogans, etc, através de uma espécie de "colagem de palavras", em arte, não sendo uma reciclagem daquilo que antes das vanguardas se julgava artístico. No seu trabalho em artes plásticas, foi coerente com o propósito de tais poemas, usando os mais variados detritos como cacos de vidro, jornais, ferros velhos, etc, para compô-lo, especialmente suas famosa colagens iniciadas na época da aproximação com os dadaístas. Desejava com sua Merz art, "criar relacionamentos entre as coisas do mundo". 
Outra parte de sua produção poética trabalha efeitos ótico-acústicos, como em "Ursonate", onde o poeta cria um esboço de sintaxe espacial e busca sons primordiais, associações sonoras que resolvam-se em idéias e imagens verbais ainda não transformadas em palavras, trabalhando elementos fonéticos da língua de forma semelhante ao trabalho de e.e. cummings (sendo que este transforma ruídos como balbuciações, sibilos, sussurros, etc, em palavras logicamente ordenadas, diferentemente de Schwitters, que apenas os usa como elemento de organização de um poema pré-lógico, embora buscando uma aproximação sonora com a língua falada).

### Das instalações à proto-pop art
Em 1923 produziu o seu primeiro grande trabalho de ocupação espacial, que posteriormente chamou de "Merzbau" (Casa Merz), considerada a primeira instalação artística, que ocupava toda a residência do artista em Hannover. Consistia em um apartamento com decoração nada convencional, tal como malas com roupas presas através de arames na parede. Esta obra foi destruída, durante um ataque aéreo aliado em 1943 ou pela Gestapo após a fuga do artista da Alemanha.
Em seus últimos anos, na Inglaterra, utiliza revistas americanas, quadrinhos, anúncios publicitários e obras de grandes mestres para composição de suas pinturas, antecipando a Pop Art, embora tenha ainda praticado a pintura no estilo mais "convencional" dos primórdios da sua obra, demonstrando que jamais fora por "inabilidade" que rompera com cânones da arte tradicional e que não era o seu desejo "jogar no lixo" todo o legado histórico da arte.

### Os paradoxos
Schwitters fundou uma agência de publicidade e desenho industrial, chamada "Merz Werbe", trabalhando para empresas como Pelikan e Philips, nos anos de 1920. Desta forma, através da mútua influência nesta década com a Bauhaus e do trabalho com publicidade e design, tornou-se uma importante referência para publicitários e designers atuais. No entanto, paradoxalmente ao seu trabalho com a publicidade, o artista alemão era contrário a todo tipo de consenso e a tudo que se estabelecesse como regra. Teria dito ele em um dos seus manifestos: "A arte não quer influências e não quer influenciar, mas libertar; da vida, de todas as coisas que nos sobrecarregam, como a luta econômica e a política". Em vista disso e da enorme repercussão de seus manifestos libertários na Europa, de seu poema "Para Ana Flor" na Alemanha e de sua obra em geral em toda a Europa e EUA, o poeta, além de tornar-se antipático à burguesia, passou a ser visto como uma ameaça ao regime nazista.
Mesmo que o senso comum tenha considerado o trabalho de Schwitters "apolítico", o fato é que, em 1936, por motivos misteriosos, certamente relacionados à ação da polícia política de Hitler, tendo ele que exilar-se na Noruega. Em seguida, em 1937, sua obra foi rotulada como arte degenerada pelas autoridades nazistas, seus trabalhos foram retirados dos museus e destruídos. Perseguido pela Gestapo, seu exílio deixou de ser seguro quando a Noruega foi invadida pela Alemanha em 1940, e o artista fugiu para o Reino Unido. Lá, ele viria a passar muitas dificuldades, permanecendo por algum tempo em um campo de refugiados e vindo a morrer em 1948, nunca mais tendo voltado à Alemanha. 
Têm-se notícias de uma exposição na Galeria de Arte Moderna, em Londres, em 1945 e houve um financiamento do Museu de Arte Moderna de Nova York para aquela que seria a sua terceira instalação (a segunda foi feita na Noruega), mas nada de significativo a ponto de mudar a situação difícil do artista.
Tendo morrido na pobreza e em relativa obscuridade, o sentido de sua obra e muitos dos seus trabalhos tiveram que ser resgatados posteriormente, tendo grande parte deles se perdido, quando então foi possível reconhecer a enorme influência de Schwitters sobre a arte do século XX e início do século XXI. 